# Eidfjord
Eidfjord är en kyrkby som utgör centralort och enda tätort i Eidfjords kommun i Vestland fylke i västra Norge. Orten ligger vid riksväg 7, på södra sidan av Eidfjorden. Här finns Eidfjords gamla kyrka och Eidfjords nya kyrka.

## Bilder

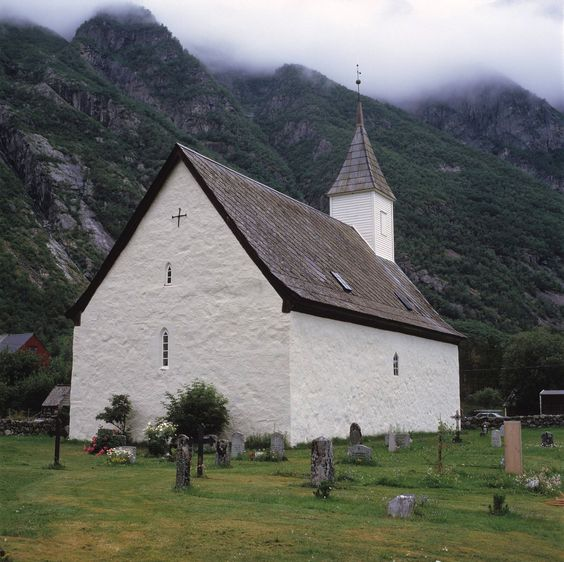
Eidfjords gamla kyrka.
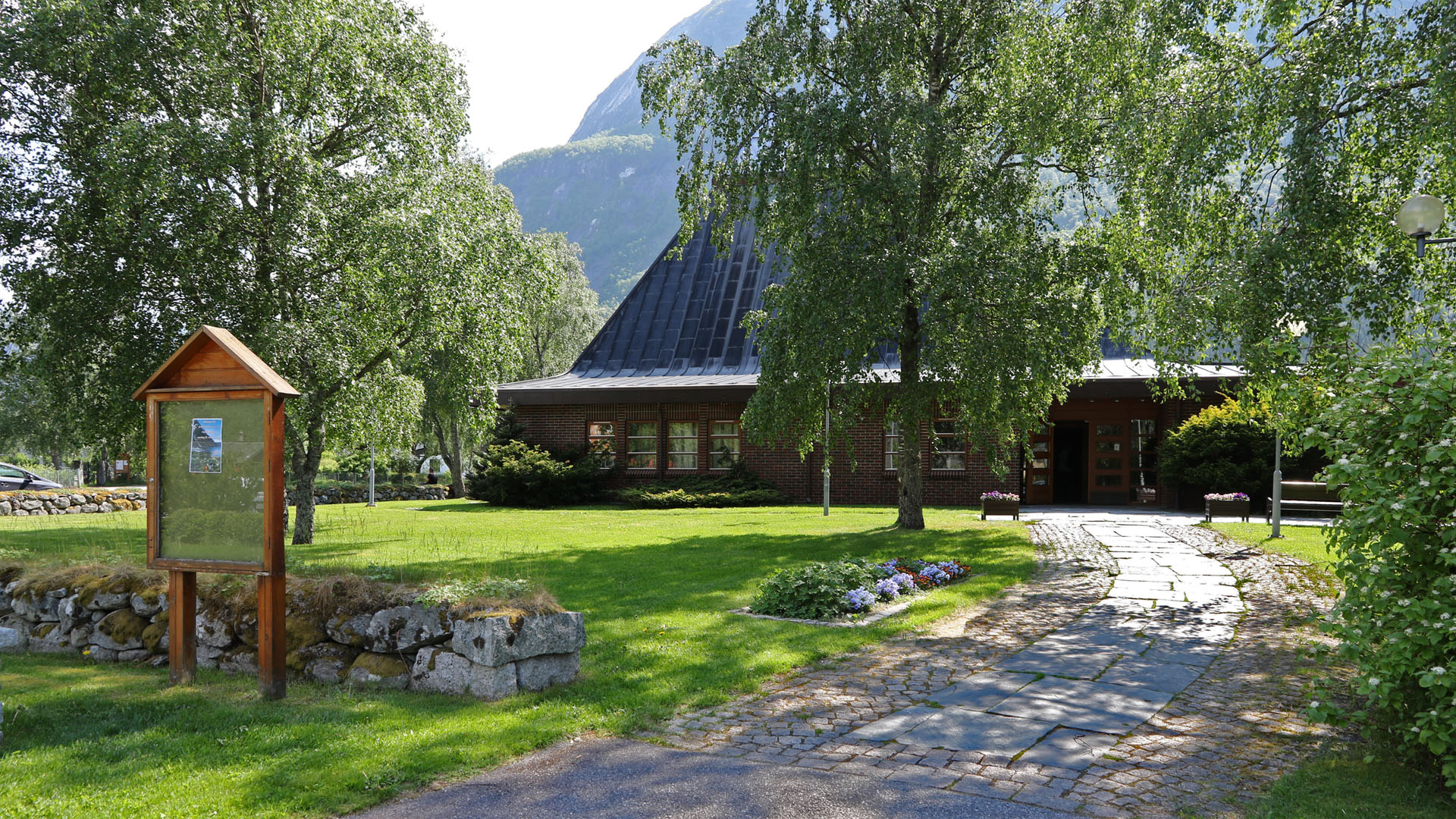
Eidfjords nya kyrka.